# Alopia maciana
Alopia maciana is een slakkensoort uit de familie van de Clausiliidae. De wetenschappelijke naam van de soort is voor het eerst geldig gepubliceerd in 2001 door Badarau & Szekeres.